# Pincéd
Pincéd (szerbül Пивнице / Pivnice, szlovákul Pivnica) település Szerbiában, a Vajdaságban, a Dél-bácskai körzetben, Palánka községben.

## Fekvése
Palánkától 33 km-re északra, Paripás és Úrszentiván közt fekvő település.

## Története
Pinczéd a hódsági járásban Úrszentiván nyugati szomszédja volt. 1904 előtt Plvniczának hívták. Neve csak a török korszakban keletkezett. Határában van a régen Szántónak nevezett helység, melyet később Szántova és Szántovácz néven említettek.
A településről az első írásos emlék Pivinica alakban 1650-ben bukkant fel egy oklevélben, mikor Zolnai Gombkötő Jánost és érdektársait iktatták be a nekik Pálfy nádor által adományozott Nagyfin, Cziket, Ochak, Pivnicza és Veprovnicza nevű birtokokba. Fizikailag elhatárolható a falunak a szerb és a szlovák része.
Az 1700 évi Olber-féle összeírás is felsorolja Pivniczát, mint pusztát (P. deserta). 1715-ben már falu volt Pivnicza 42 adófizetővel. Az 1717. évi adóösszeírásban a magyarok által Pinszkinek, a szerbek által Pivniczának neveztetett a falu, melyben 15 adózó szerb volt a falu bírájával, Ilia Starral együtt. 1722-ben az adóösszeírásban Pivnicza in Szántov van említve, azaz Pivnicza falu, a mely Szántó pusztán épűlt, a mely a falu határába tartozik.
1724-ben Kamarai birtok, melyet Billard Mihály vett bérbe három, 1727-ben ismét három évre a kamarától.
A szlovákok a 18. század végén érkeztek a faluba, Miava (Myjava), Modor (Modra), Verbó (Vrbové) és Ótura (Stará Turá) környékéről.
A pivniczai római katolikusok (1900-ban 65-en) Parabuty filiája voltak. Az evangélikusoknak Felsőpivniczán 1791 óta, az alsóban 1840 óta volt anyaegyházuk. Pivnicza falu régi pecsétje 1728-ból való. Templomai: a görög keleti 1746-ban, a szlovák evangélikus 1826-ban, a német evangélikus 1898-ban épült.
Az 1900. évi népszámláláskor Pinczédnek 4977 lakosa volt 908 házban. Anyanyelv szerint 2871 szlovák, 1486 szerb, 356 német, 223 magyar, 21 kisorosz, 1 horvát, 19 egyéb. Vallás szerint 3217 evangélikus, 1497 görög keleti, 77 izraelita, 65 római katolikus, 21 görögkatolikus, 13 református, 2 unitárius; 45 egyéb volt.
Az 1900-as évek elejének adatai szerint a község határában Lality felé négy halom s egy földvár maradványa volt, mely utóbbit a nép Csongrádnak, azaz Feketevárnak nevezett.
Péterréve határában feküdt hajdan Szentpéter, vagy Babaszentpéter nevű helység. 1399-ben találkozunk nevével először a Babaszentpéteri család nevében. 1418-ban ennek és a Csigerdi családnak az itteni birtokait a Garaiak szerzik meg és 1432-ben osztozkodnak meg rajta. - E tájt valahol fekhetett Perlek is, 1440-ben Brankovics György birtoka volt, melyet Geszti Lászlónak elzálogosított. E zálogjog Birini Pálra szállt, de 1441-ben azt tőle I. Ulászló elvette és Várdai Miklósnak adományozta a birtokot.

## Népesség

### Demográfiai változások
| 1948 | 1953 | 1961 | 1971 | 1981 | 1991 | 2002 | 2011 |
| ---- | ---- | ---- | ---- | ---- | ---- | ---- | ---- |
| 5425 | 5653 | 5541 | 5162 | 4820 | 4361 | 3835 | 3337 |

## Itt születtek, itt éltek
- Borovszky Oszkár (Pincéd, 1894. december 24.–Marosvásárhely, 1966. szeptember 4.) színész.

## Külső hivatkozások
- Pincéd története Archiválva 2009. június 29-i dátummal a Wayback Machine-ben